# Белый дьявол (пьеса)
«Белый дьявол» (англ. The White devil) — трагедия «мести» английского драматурга Джона Уэбстера (1580—1634).

## Датировка
Согласно предисловию самого Уэбстера к изданию ин-кварто 1612 года, премьера в том году была печально известной неудачей; он жаловался, что играли в мертвый сезон перед невосприимчивой аудиторией. Сложность игры в пьесе, её изощренность и сатира сделали слабой постановку её труппой «Слуги королевы Анны» в  Red Bull Theatre . Пьеса была успешно восстановлена в 1630 году труппой «Слуги королевы Генриетты» (та же труппа) в  Cockpit Theatre и издана снова в 1631 году.
В 1707 году Наум Тейт (Nahum Tate) издал адаптацию пьесы под названием «Injured Love», постановка не была осуществлена.
На русский язык пьеса была переведена И. А. Аксёновым в 1916 году.

## Историческая основа
Трагедия основана на событиях, которые происходили в Италии в конце шестнадцатого века с  герцогом Браччано Паоло Джордано Орсини I, и двумя его женами: Изабеллой Медичи и Витторией Аккорамбони. Орсини был вдовцом Изабеллы де Медичи, дочери великого герцога Тосканы Козимо I; убийство Изабеллы произошло во Флоренции в 1576 году, она была удушена мужем с согласия своего брата, нового герцога Тосканы. Вторая жена герцога, Виттория Аккорамбони, также была вдовой: её первый муж Франческо Перетти, племянник кардинала Монтальто, был убит 17 июля 1581 года предположительно наемными убийцами влюбленного в нее герцога Орсини, среди которых был брат Виттории, Марчелло Аккорамбони. Брак герцога и Виттории был заключен тайно в 1581 году; два года спустя он был признан публично, хотя римский папа Григорий XIII подозревал Витторию в убийстве мужа. После смерти папы на его место был выбран кардинал Феличе Перетти ди Монтальто, он стал Сикстом V (24 апреля 1585). Герцог с женой сумели бежать из Рима и укрылись в Республике Венеции. Герцог умер в Сало, на озере Гарда в ноябре того же года, Виттория была убита спустя несколько недель, в Падуе, родственником умершего мужа, Лодовико Орсини, кондотьером на службе Венеции. Он, в свою очередь, был казнен вместе с почти всеми  сообщниками по приказу Венецианской республики. В трагедии события, имена и хронология мрачной истории были изменены.

## Сюжет
Граф Лодовико, любовник Изабеллы, выслан из Рима за распущенность. Герцог Брачиано сражен сильной страстью к Виттории Коромбоне, дочери благородной, но обедневшей венецианской семьи, хотя они оба состоят в браке. Брат Виттории Фламинео является секретарем Брачиано, он интригует, чтобы свести сестру и Герцога в надежде на продвижение. Плану мешает прибытие жены Брачиано Изабеллы, сопровождаемой её братом и кардиналом Монтальто. Брачиано и Фламинео договариваются убить Камилло (мужа Виттории), и Изабеллу.
Виттория подвергнута судебному преследованию за убийство мужа, и хотя нет никаких реальных доказательств против неё нет, она осуждена Кардиналом и заключена в женском монастыре для кающихся грешниц. Фламинео симулирует безумие. Высланный граф Лодовико возвращается в Рим: он клянется мстить за смерть Изабеллы. Брат Изабеллы Франсиско также готовит месть. Он сочиняет любовное письмо Виттории, которое попадает в руки Брачиано. Это питает его ревность и вынуждает его тайно бежать с Витторией. Кардинал Монтальто избран Папой Римским.
Виттория и Брачиано, теперь женатые, держат двор в Падуе. Три таинственных незнакомца прибывают ко двору. Это Франсиско, замаскированный как мавр Мулинассар, Лодовико и его друг Гаспаро, замаскированные как монахи, все тайно замышляют месть за смерть Изабеллы. Они отравляют Брачиано. Занке, мавританская горничная Виттории, которая влюбилась в воображаемого соотечественника Мулинассара, рассказывает ему об убийствах Изабеллы и Камилло и участии в них Фламинео.
Фламинео выслан новым Герцогом, он идет, чтобы убить Витторию. Он пытается убедить её и Занке стрелять друг в друга. Виттория и Занке стреляют во Фламинео и думают, что он мертв. Фламинео поднимается от 'мертвых', пистолеты не были заряжены. Ради мести Виттории приходят Лодовико и Гаспаро и убивают всех. Новый герцог появляется в конце и наводит порядок.

## Литературные произведения
Рассказ о жизни Виттории Аккорамбони  наиболее известен по «Итальянским хроникам» Стендаля, он  представлен как перевод рукописи из Падуи, датированный 1585 годом. Кроме того, её истории посвящён роман Людвига Тика «Vittoria Accoramboni» (опубликован в 1840).
В 1987 году Робер Мерль опубликовал  роман «Идол» (фр. L’Idole), связанный с теми же историческими событиями.
Жизнь Изабеллы Медичи, не менее драматическая, более широко освещена в литературе посвящённой истории герцогов Тосканы:
- Caroline P. Murphy, Isabella de' Medici : la gloriosa vita e la fine tragica di una principessa del Rinascimento, Milano, Il Saggiatore, 2011. ISBN 9788842815402
- Elisabetta Mori, L'onore perduto di Isabella de' Medici, Milano, Garzanti, 2011. ISBN 9788811741190
- Elisabetta Mori, «MEDICI, Isabella de’». В: Dizionario Biografico degli Italiani, Vol. LXXIII, Roma: Istituto dell'Enciclopedia Italiana, 2010.
- Isabella de' Medici le prove del delitto, Corriere Fiorentino (Corriere della Sera) 20 aprile 2008.
- Marcello Vannucci, I Medici. Una famiglia al potere, Roma, Newton Compton Editori, 1994.
- Marcello Vannucci, Le donne di casa Medici, Newton Compton Editori, Roma 1999, ristampato nel 2006 ISBN 8854105260
- Terre del Rinascimento, notizie su Isabella de' Medici
- Langdon, Gabrielle. Medici Women: Portraits of Power, Love, and Betrayal. Toronto: University of Toronto Press, 2007. ISBN 978-0-8020-9526-8
- Murphy, Caroline P. Isabella de' Medici: The Glorious Life and Tragic End of a Renaissance Princess. London: Faber and Faber, 2008. ISBN 978-0-571-23030-3

### на русском языке
- Вебстер, Джон. Белый дьявол / Пер. И. Аксёнова // Аксёнов И. А. Елисаветинцы. Вып. I. М.: Центрифуга, 1916.

### на английском
- Webster, John. Complete works: 3 vls. / Ed. by F. L. Lucas. L., 1927 (лучшее изд. соч. Вебстера, обширная литература в т. I)
- Gnoli D. Vittoria Accoramboni, Firenze, 1870;
- Gosse E.C. Webster // Seventeenth-century studies. 2 nd ed. L., 1885.
- Symond J. A. Renaissance in Italy. L., 1886.
- Symond J. A. Italian Byways. L., 1883.
- Dictionary of National Biography / Ed. by S. Lee. L., 1899. V. LX. (нуждается в поправках)
- Stoll E. E. John Webster, periods of his work…, Boston, 1905. (Лучшее исследование о творчестве Уэбстера)
- Brooke R. John Webster and the Elisabethan Drama, L., 1916.